# Bronisława Sokołowska
Bronisława Maria Sokołowska z domu Fajfer (ur. 13 sierpnia 1937 w Czechowicach-Dziedzicach) – polska technik włókiennik i działaczka komunistyczna, poseł na Sejm PRL VI i VII kadencji.

## Życiorys
Córka Waleriana i Stefanii. Uzyskała wykształcenie wyższe niepełne, z zawodu technik włókiennik. W latach 1955–1970 pracowała w Dolnośląskich Zakładach Przemysłu Lniarskiego „Orzeł” w Mysłakowicach (była kolejno brygadzistką, mistrzem technologiem wydziałowym, kierownikiem Działu Kontroli Technicznej i kierownikiem wydziału produkcyjnego). W 1972 i 1976 uzyskiwała mandat posła na Sejm PRL w okręgu Jelenia Góra. Przez dwie kadencje zasiadała w Komisji Prac Ustawodawczych i w Komisji Przemysłu Lekkiego, której w trakcie VI kadencji była zastępcą przewodniczącego. Ponadto w trakcie VI kadencji zasiadała w Komisji Budownictwa i Gospodarki Komunalnej. Od 1977 do 14 lipca 1980 pełniła funkcję przewodniczącej Wojewódzkiego Komitetu Frontu Jedności Narodu w Jeleniej Górze, a w latach 1981–1983 zasiadała w prezydium Ogólnopolskiego Komitetu FJN.
W 1956 została członkinią Polskiej Zjednoczonej Partii Robotniczej. Od listopada 1970 do maja 1972 była I sekretarzem jej Komitetu Zakładowego przy zakładach „Orzeł”. Od czerwca 1975 do końca sierpnia 1981 pełniła funkcję sekretarza ds. propagandy w Komitecie Wojewódzkim partii w Jeleniej Górze. W 1985 była kierownikiem Wydziału Ogólnego KW PZPR, a od 1985 do grudnia 1989 kierownikiem Wydziału Gospodarki Wewnątrzpartyjnej KW.

## Odznaczenia
- Brązowy Krzyż Zasługi
- Medal 30-lecia Polski Ludowej